# Grasslands-Nationalpark
Der Grasslands-Nationalpark (englisch Grasslands National Park, französisch Parc national des Prairies) ist, neben dem Prinz-Albert-Nationalpark, einer von nur zwei kanadischen Nationalparks in der Provinz Saskatchewan. Der im Jahr 1981 gegründet Park liegt im Süden der Provinz an der Grenze zum US-amerikanischen Bundesstaat Montana, umfasst eine Fläche von 907 km² und wird von Parks Canada, einer „Crown Agency“ (Bundesbehörde), verwaltet.

## Geschichte
Im Jahr 1874 wurden hier von Sir George Mercer Dawson die ersten Fossilien von Dinosauriern in Kanada entdeckt. Nach der Schlacht am Little Bighorn hielt sich ab etwa Ende 1876 hier im Gebiet Sitting Bull mit etwa 5000 Angehörigen der Sioux, hauptsächlich vom Stamm der Lakota, auf.
Im Oktober 2009 wurden 527 km² des Parks als Dark Sky Preserve (Lichtschutzgebiet, „Grasslands Dark Sky Preserve“) ausgewiesen. Nach zahlreichen älteren Fossilienfunden wurden im Jahr 2012 im östlichen Parkbereich Fossilien eines Brodavis americanus, einer bis dahin unbekannten Art des Hesperornithiformes aus dem Maastrichtium, gefunden.

## Anlage
Der Park besteht aus zwei Gebieten, einem großen westlichen (in der Saskatchewan Census Division No. 4) und einem kleineren östlichen Block (in der Saskatchewan Census Division No. 3). Der Zugang zum westlichen Parkteil erfolgt in der Regel aus Val Marie am Saskatchewan Highway 4, während der zum östlichen Anteil von Killdeer am Saskatchewan Highway 2 aus erfolgt.
Bei dem Park handelt es sich um ein Schutzgebiet der IUCN-Kategorie II (Nationalpark).

## Flora und Fauna
Der Nationalpark liegt im Palliser-Dreieck und hier ist das Klima semiarid, „BSk“ gemäß der Klimaklassifikation nach Köppen und Geiger. Er beinhaltet mit der Mischgrasprärie eine weite Prärielandschaft, wobei der westliche Anteil vom Frenchman River durchflossen wird. Die Flora und Fauna ist dabei typisch für eine Prärielandschaft. Dazu gehören auch fünf Arten der Klapperschlange. Ebenfalls findet sich hier die einzige kanadische Kolonie von  Schwarzschwanz-Präriehunden. 2005 wurde hier mit Tieren aus dem Elk-Island-Nationalpark der Amerikanische Bison neu angesiedelt. Die Gruppe von ursprünglich 71 Tieren ist bis 2015 auf 310 ausgewachsene Tiere angewachsen.